# Donja Jelenska
Donja Jelenska is een plaats in de gemeente Popovača in de Kroatische provincie Sisak-Moslavina. De plaats telt 93 inwoners (2001).